# تالشستان

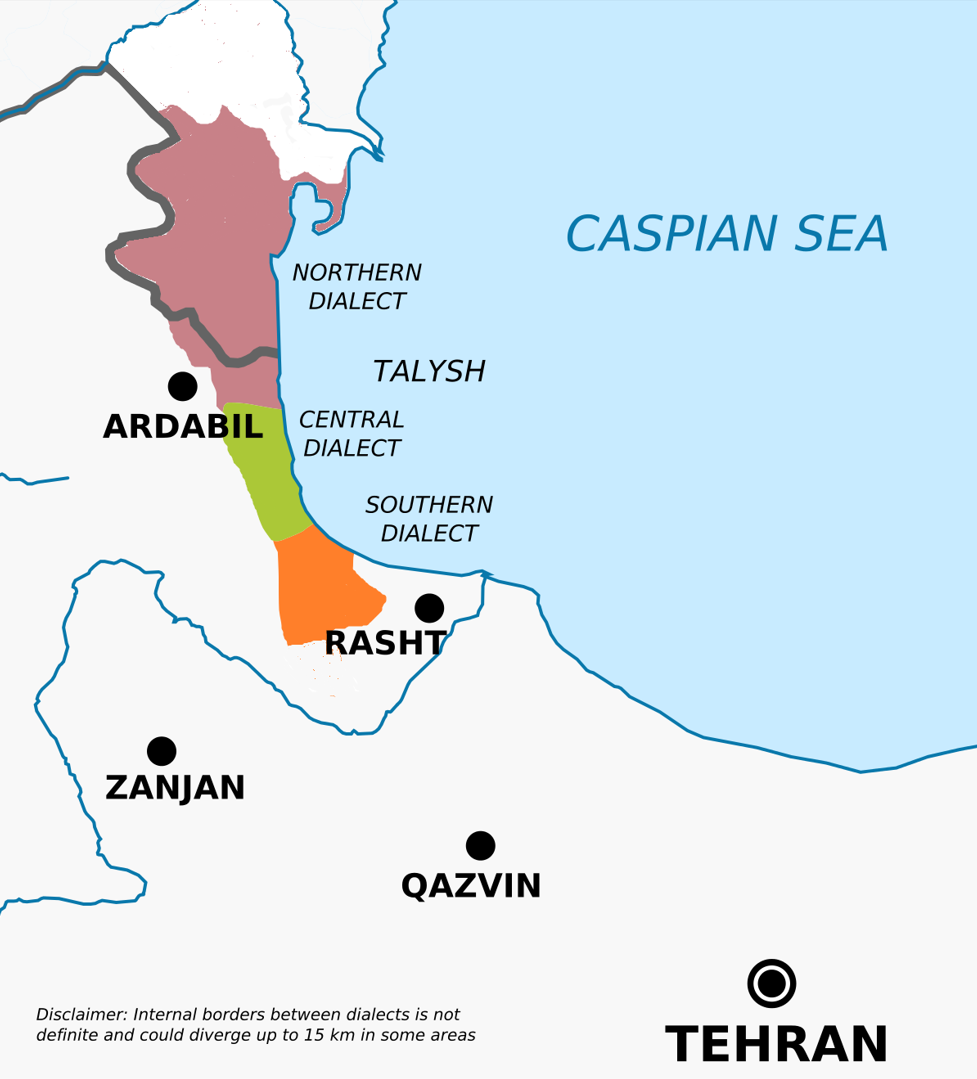
گویشوران بومی زبان تالشی در ایران و آذربایجان

تالش یا تالشستان (به تالشی: تولشستون یا تولشستان (الفبای لاتین: Tolışıston, Tolışıstan)) یک اصطلاح تاریخی است که امروزه دلالت بر ناحیه تالش دارد. نام تالشستان همچنین با توجه به مدل رایج شکل‌گیری نام سرزمین‌ها و کشورها با پسوند -ستان، گاهی برای جلوگیری از هم‌آوایی با نام قوم تالش استفاده می‌شود. این سرزمین به دو بخش تقسیم می‌شود: تالشستان شمالی که امروزه در کشور جمهوری آذربایجان جای دارد و تالشستان جنوبی که امروزه در کشور ایران قرار دارد. تالشستان پیش از جنگ‌های ایران و روسیه و انعقاد پیمان گلستان و پیمان ترکمانچای به طور کامل در خاک ایران جای داشت. این سرزمین از شمال به دشت مغان در کشور جمهوری آذربایجان می‌رسد و از جنوب در یک نوار باریک در امتداد ساحل جنوبی دریای کاسپین تا شهرک کپورچال واقع در نزدیکی بندر انزلی در ایران امتداد می‌یابد. شهرستان‌های آستارا، لنکران، لریک، ماسال‌لی، یاردیملی، جلیل‌آباد، بیله‌سوار و نفت‌چاله در جمهوری آذربایجان و شهرستان‌های آستارا، تالش، رضوانشهر، ماسال، بخش‌هایی از شهرستان‌های فومن، صومعه‌سرا، شفت، رودبار، نمین و اردبیل امروزی تالشستان را تشکیل می‌دهند. در برخی منابع از جمهوری خودگردان تالش-مغان که در سال ۱۹۹۳ میلادی اعلام استقلال کرد با نام تالشستان یاد می‌شود. اصطلاح تالشستان در طول تاریخ توسط شماری از نویسندگان قرون وسطی در رابطه با منطقه‌ای در گیلان به کار برده می‌شد. محمدصالح اصفهانی نقشه‌بردار ایرانی اصطلاح تالشستان را در سال ۱۶۰۹ در رابطه با بخشی از سرزمین گیلان به کار برد. در نوشته‌های عبدالفتاح فومنی در کتاب تاریخ گیلان محل زندگی و سکونت تالشان را بخش‌هایی از بیه‌پس می‌داند.

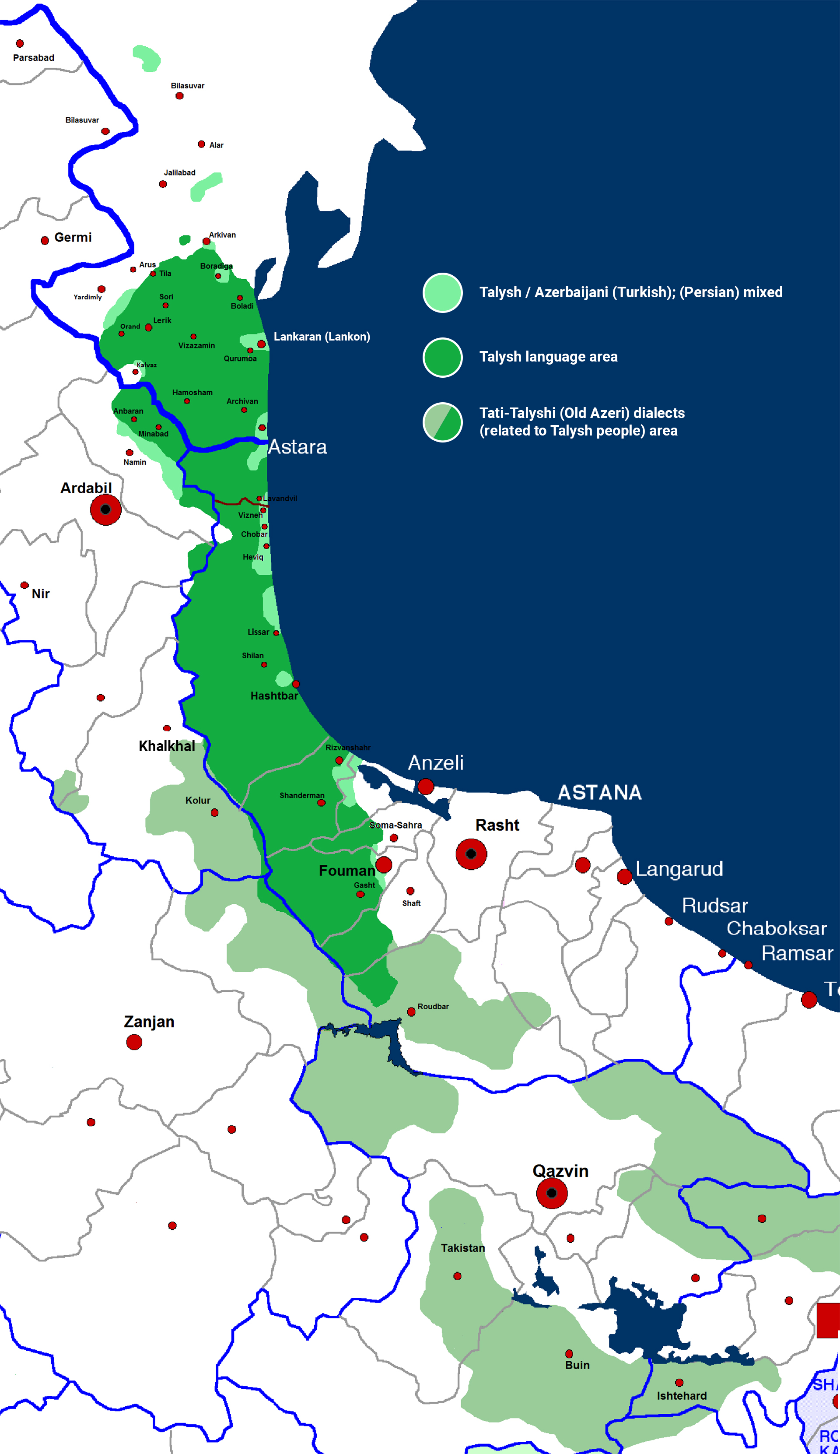
گستره زبان تالشی